# Cardanha
Cardanha era una freguesia portuguesa del municipio de Torre de Moncorvo, distrito de Braganza.

## Geografía
Está situada a unos 19 km de la sede del municipio. 

## Historia
Cardanha era una freguesia eminentemente rural, sujeta en las últimas décadas a un intenso proceso demográfico de despoblación (tenía 692 habitantes en 1940 y conservaba aún 415 en 1981) y envejecimiento (42,4% de habitantes de 65 años o más en 2011) la freguesia fue suprimida el 28 de enero de 2013, en aplicación de una resolución de la Asamblea de la República portuguesa promulgada el 16 de enero de 2013 al unirse con la freguesia de Adeganha, formando la nueva freguesia de Adeganha e Cardanha.